# سنط أطحل
سَنْط أَطْحَل أو سَنْط أَقْنَف وتعرف أيضًا باسم سنط فضي أو سنط أزرق أو ميموزا (الاسم العلمي: Acacia dealbata)، شجرة غير شائكة مُزهرة من فصيلة البقولية. موطنها جنوب شرق أستراليا في نيو ساوث ويلز وفيكتوريا وتسمانيا وإقليم العاصمة الأسترالية، أُدخل على نطاق واسع إلى المناطق الاستوائية في البحر الأبيض المتوسط، والمعتدلة الدافئة، والمرتفعات الاستوائية.